# Étoile sportive colombienne (handball)
L'Étoile sportive colombienne est un club français de handball évoluant à Colombes. Dans les années 1960 et 1970, le club a constitué l'un des meilleurs clubs français, sa section féminine étant notamment trois fois Championne de France.
En 2017, le club fusionne avec l'Asnières Handball Club et le CS Clichy Handball pour former l'Entente Asnières-Colombes-Clichy. La section féminine évolue en Championnat de France de Nationale 1 pour la saison 2019-2020.

## Section masculine de l'ES Colombes

### Historique
La section masculine est créée en 1948 quand le handball se jouait encore à onze puis en 1956 dans son format à sept joueurs. Elle a toujours évolué au niveau national jusqu'en 1991.
En 1961, Jean-Pierre Etcheverry participe avec la France au Championnat du monde en Allemagne de l'Ouest. Neuf ans plus tard, ce sera au tour de Claude Gallant de représenter le club au Championnat du monde 1970 en France.
Entre-temps, le club est demi-finaliste du Championnat de France Excellence (D2) en 1964 et est promu en Championnat de France de Nationale. Relégué en 1968, le club retrouve l'élite en 1970 après avoir atteint la finale de Nationale 2. À nouveau relégué en 1975, le club remporte cette fois le championnat dès sa première saison en Nationale 2 (D2). Cette saison 1976-1977 sera toutefois la dernière du club dans l'élite. Par la suite[Quand ?], du fait de la démission du Président de l'époque, l'équipe s'est vue contrainte de redescendre en championnat départemental. 

### Palmarès
- Championnat de France Excellence/Nationale 2 (D2)
  - Vainqueur (1) : 1976
  - 2e place (promu) en 1970
  - 3e place (promu) en 1964

## Section féminine de l'ES Colombes

### Historique
La section féminine est créée en 1958. En 1962, le CSA Molière (précédemment Amicale des Anciennes Élèves du Lycée Molière), Champion de France en 1957, passait avec tous ses effectifs (y compris masculins) à l'Étoile sportive colombienne. Ainsi, lorsque l'ES Colombes devient à son tour Championne de France en 1965, quelques-unes avaient déjà été titrées huit ans plus tôt. En 1966, alors qu'elle est à nouveau Championne de France, la section féminine compte alors 70 licenciées à parité entre les seniors et les jeunes. 
Battues en finale par le SMUC en 1967, les Colombiennes remportent un quatrième titre en 1968. Si le club évolue toujours au plus haut niveau du Championnat de France lors des saisons suivantes, elle n'obtient plus de résultats probants en dehors de la finale du Championnat en 1973. 
En 1985, elle retrouve la première division après avoir atteint la finale du Championnat de France de 2e division. Maintenu grâce à un septième place en 1986, le club est relégué au terme de la saison 1986-1987. Vainqueur du Championnat de France de 2e division en 1993, le club évolue pour la dernière fois dans l'élite lors de cette saison 1993-1994.

### Palmarès
- Championnat de France
  - Vainqueur (4) : 1957[3], 1965, 1966[2] et 1968
  - finaliste en 1967 et 1973
- Championnat de France de 2e division
  - Vainqueur  (2) : 1976, 1993
  - 2e place en 1985
- Participation à la Coupe des clubs champions européens en 1966 et 1967

## Le club actuel

### Historique
En 2016, l'équipe masculine évolue en championnat régional et n'est composée que de joueurs issus du club. 
En 2017, le club fusionne avec l'Asnières Handball Club et le CS Clichy Handball pour former l'Entente Asnières-Colombes-Clichy et l'équipe féminine atteint la finale de la coupe de France régionale.
Après avoir remporté successivement les championnats de France de prénationale en 2017, de Nationale 3 en 2018 et enfin de Nationale 2 en 2019, les femmes évoluent en Championnat de France de Nationale 1 pour la saison 2019-2020.

### Palmarès
- Finaliste de la coupe de France régionale en 2017.
- Vainqueur du Championnat de France de Prénationale en 2017
- Vainqueur du Championnat de France de Nationale 3 en 2018
- Vainqueur du Championnat de France de Nationale 2 en 2019

## Personnalités liées au club
Plusieurs joueuses et joueurs de l'ES Colombes ont évolué en équipe de France :
- Corinne Delaval : internationale
- Jean-Pierre Etcheverry : international
- Claude Gallant : capitaine de l'équipe de France
- Mireille Lenglet : internationale
- Jean-Paul Martinet : international au club de 1969 à 1976 puis entraîneur de l'équipe de France féminine
- Brigitte Penati : internationale
- Mireille Quevreux : internationale
- Jean-Michel Serinet : international au club de 1986 à 1987
- Marguerite Viala : internationale puis entraîneuse de l'équipe de France féminine